# Lucio Messercola
Lucio Messercola (Leerdam, 1990) is een Nederlandse film- en televisieproducent en regisseur. 

## Levensloop
Messercola debuteerde als producent op 23-jarige leeftijd met de televisieserie Het imperium (2013). In 2016 volgde voor AVROTROS en Netflix de 10-delige dramaserie La Famiglia. Als inspiratie voor de serie heeft Messercola naar eigen zeggen gebruik gemaakt van zijn persoonlijke ervaringen in de pizzeria van zijn Italiaanse vader. In 2017 kocht hij het Culemborgse restaurant waar de serie was opgenomen, om er een Italiaans restaurant te openen. Ook produceerde hij de series Infantilio voor de VPRO en De vloek van Manege Pegasus voor AVROTROS. Voor RTL Concentrate produceerde hij de internetserie NEXT (2018) en in 2020 produceerde hij de bioscoopfilm De expeditie van familie Vos, welke grotendeels werd opgenomen in pretpark De Efteling en later bekroond is met de Cinekid-Award voor Beste Nederlandse Familiefilm. 
In 2017 maakte Messercola de Sinterklaasserie Het Pepernoot Mysterie welke werd opgenomen in Leerdam, de geboorteplaats van Messercola.
Sinds 2019 regisseert Messercola jaarlijks een Sinterklaasfilm. De eerste film verscheen onder de naam De brief van Sinterklaas. In 2020 volgde De Grote Sinterklaasfilm en in 2021 verscheen De Grote Sinterklaasfilm: Trammelant in Spanje. In 2022 bracht Messercola twee Sinterklaasfilms uit; de bioscoopfilm De Grote Sinterklaasfilm: Gespuis in de speelgoedkluis en de Videoland-special De Kleine Grote Sinterklaasfilm. In 2023 verscheen De Grote Sinterklaasfilm en de strijd om pakjesavond.

## Filmografie
Hieronder een overzicht van films en series die door Messercola geregisseerd en/of geproduceerd zijn.

### Regie

#### Televisie
- 2017: Het Pepernoot Mysterie

#### Film
- 2019: De brief voor Sinterklaas
- 2020: De Grote Sinterklaasfilm
- 2021: De Grote Sinterklaasfilm: Trammelant in Spanje
- 2022: De Grote Sinterklaasfilm: Gespuis in de speelgoedkluis
- 2022: De Kleine Grote Sinterklaasfilm
- 2023: De Grote Sinterklaasfilm en de strijd om pakjesavond
- 2024: De Grote Sinterklaasfilm: Stampij in de bakkerij

### Productie

#### Film
- 2020: De Expeditie van Familie Vos
- 2022: Boeien!
- 2022: Hart op de juiste plek
- 2022: De Kleine Grote Sinterklaasfilm
- 2022: De Grote Sinterklaasfilm: Gespuis in de speelgoedkluis
- 2022: Casa Coco
- 2023: De Grote Sinterklaasfilm en de strijd om pakjesavond
- 2024: De legende van Familie Vos
- 2024: De Grote Sinterklaasfilm: Stampij in de bakkerij

#### Televisie
- 2013: Het imperium
- 2016: La Famiglia
- 2016: De vloek van manege Pegasus
- 2017: Infantilio
- 2023: Een moord kost meer levens